# Liste der Einträge im National Register of Historic Places im Escambia County (Alabama)
Die Liste der Registered Historic Places im Escambia County in Alabama führt alle Bauwerke und historischen Stätten im Escambia County auf, die in das National Register of Historic Places aufgenommen wurden.

## Aktuelle Einträge
| Lfd. Nr. | Name                                 | Bild | Datum der Eintragung | Adresse/Lage    | Ort      | ID-Nr.   | Beschreibung |
| -------- | ------------------------------------ | ---- | -------------------- | --------------- | -------- | -------- | ------------ |
| 1        | Brewton Historic Commercial District |      | 15. März 1982        | AL 3 and US 31  | Brewton  | 82002013 |              |
| 2        | Commercial Hotel-Hart Hotel          |      | 22. Mai 1986         | 120 Palafox St. | Flomaton | 86001160 |              |